# 567
567 (DLXVII) fue un año común comenzado en sábado del calendario juliano, en vigor en aquella fecha.

## Acontecimientos
- El rey visigodo Atanagildo desencadena una campaña para recuperar Córdoba, rebelde al poder central desde 550, fracasando en su intento.
- Liuva I se convierte en rey de los visigodos.
- Concilio de Tours (Francia).

## Fallecimientos
- Atanagildo, rey visigodo.
- Cariberto I, hijo de Clotario I.
- Cunimundo, último rey de los gépidos.

## Arte y literatura
- Fecha inicial considerada en la Crónica de Juan de Biclaro.[1]